# ري فوينتيس
ري فوينتيس (بالإنجليزية: Reymond Fuentes)‏ هو لاعب كرة قاعدة أمريكي، ولد في 12 فبراير 1991 في أورلاندو في الولايات المتحدة.

## وصلات خارجية
- ري فوينتيس على موقع دوري كرة القاعدة الرئيسي (الإنجليزية)
- ري فوينتيس على موقعبيزبول رفرنس.كوم (الدوري الرئيسي) (الإنجليزية)
- ري فوينتيس على موقعبيزبول رفرنس.كوم (الدوري الثانوي) (الإنجليزية)
- ري فوينتيس على موقع إي إس بي إن.كوم (أم.أل.بي) (الإنجليزية)
- ري فوينتيس على موقع مشجعي الرسوم البيانية (الإنجليزية)